# Гихон (король Рюкю)
Гихон (яп. 義本, 1206—?) — 3-й король островного государства Рюкю из династии Сюнтэн, правивший в 1248—1259 годах. Внук Сюнтэна и сын Сюмбадзюнки. Он взошел на трон после смерти своего отца. Король Эйсо был при нём регентом (сэссэй) в 1253—1259 годах.
Правление Гихона было отмечено бедствиями, включая голод, эпидемии и разрушительные тайфуны. 1253 году Гихон назначил молодого Эйсо регентом.
Гихон не сумел справиться с тяжёлым положением в государстве и чувствовал ответственность за обрушившиеся на страну проблемы, из-за чего он отрекся от престола в 1259 или 1260 году, а вскоре после этого «удалился в лес один» то есть умер. После его смерти на трон взошел Эйсо, который основал новую династию.
Точное место, дата и обстоятельства смерти Гихона неизвестны, хотя можно с уверенностью предположить, что он умер вскоре после своего отречения. Местные легенды утверждают, что в последний раз его видели на скалах мыса Хэдо, самой северной точки острова Окинавы, а его могила находится где-то поблизости.

## Источник
- Kerr, George H. (1965). Okinawa, the History of an Island People. Rutland, Vermont: C.E. Tuttle Co. OCLC 39242121
- Nussbaum, Louis-Frédéric. (2002). Japan Encyclopedia. Cambridge: Harvard University Press. ISBN 978-0-674-01753-5; OCLC 48943301
- Shinzato, Keiji, et al. Okinawa-ken no rekishi (History of Okinawa Prefecture). Tokyo: Yamakawa Publishing, 1996. p38.
- Е. В. Пустовойт. История королевство Рюкю (с древнейших времен до его ликвидации) — Владивосток, Русский остров; 2008—129 стр. илл